# Laurence de Monaghan
Laurence de Monaghan, nome completo Laurence Mahon de Monaghan (11 novembre 1954), è un'attrice e avvocatessa francese.

## Biografia
È conosciuta prevalentemente per aver interpretato il ruolo di Claire nel film Il ginocchio di Claire di Éric Rohmer. Dal 1978 esercita la professione di avvocato nella società da lei fondata a Parigi.

## Filmografia
- Il ginocchio di Claire (1970)
- L'amore il pomeriggio (1972)
- Story of a love story (1973)
- Thomas (1975)
- Va voir maman, papa travaille (1978)
- Interno familiare (L'esprit de famille), regia di Jean-Pierre Blanc (1979)